# 216
سنة 216 م (بالأرقام الرومانية: CCXVI) كانت سنة كبيسة تبدأ يوم الإثنين (الرابط يظهر نموذج الجدول الزمني الكامل للسنة) من التقويم اليولياني. بدأت تسمية السنة ب216 منذ العصور الوسطى المبكرة، عندما أصبح تقويم أنو دوميني هو الأسلوب السائد في أوروبا لتسمية السنوات.

## أحداث
تولى عرش الإمبراطورية البارثية آخر ملوكها الإمبراطور أرتبانوس الرابع.
- تساو تساو أحد أسياد الحرب الصينيين يعين نفسه ملكا على مملكة واي

## مواليد
- ماني

## وفيات
- جالينوس طبيبٌ إغريقي من مؤسسي علم التشريح والأعصاب و علم وظائف الأعضاء